# نهر الواز

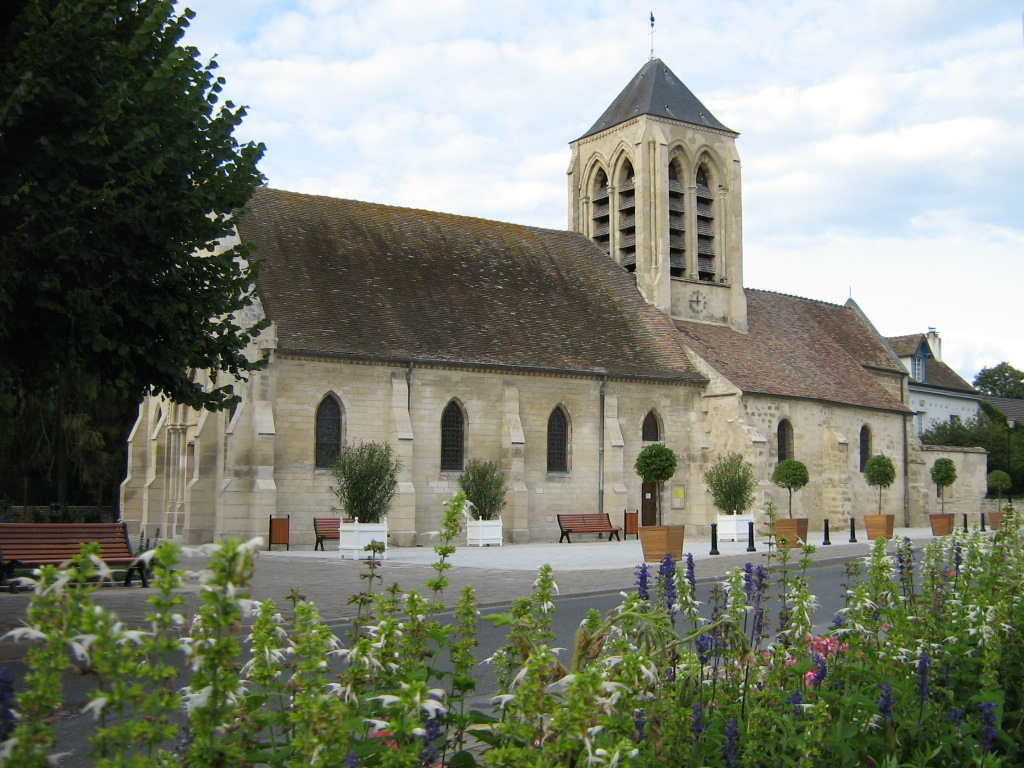
نهر الواز في هيرسون.

الواز (بالفرنسية: l'Oise)‏ هو نهر يمتمد من بلجيكا إلى ناحية باريس، حيث يصب في نهر السين. يتقاطع معه في مدينة كونفلون سانت هونورين. طول هذا النهر يبلغ 341 كلم.
يعطي هذ النهر اسمه إلى إقليمين فرنسيين هما الواز وفال دواز.